# Nassauische Kleinbahn
| Strecke                                                                                      |      | Rechte Rheinstrecke von Wiesbaden        | Rechte Rheinstrecke von Wiesbaden        |
| Strecke · Betriebs-/Güterbahnhof Streckenanfang (Strecke außer Betrieb)                      |      | St. Goarshausen Hafen                    | St. Goarshausen Hafen                    |
| Bahnhof · Bahnhof (Strecke außer Betrieb)                                                    | 0,0  | St. Goarshausen Kleinbf/Staatsbf         | 69 m                                     |
| Strecke nach links · Kreuzung geradeaus unten (Strecke geradeaus außer Betrieb)              |      | Rechte Rheinstrecke nach Oberlahnstein   | Rechte Rheinstrecke nach Oberlahnstein   |
| Bahnhof (Strecke außer Betrieb)                                                              | 0,7  | Hasenbach                                | Hasenbach                                |
| Bahnhof (Strecke außer Betrieb)                                                              | 1,2  | Lohmühle                                 | Lohmühle                                 |
| Haltepunkt / Haltestelle (Strecke außer Betrieb)                                             | 3,3  | Schmidtsmühle                            | Schmidtsmühle                            |
| Bahnhof (Strecke außer Betrieb)                                                              | 4,1  | Reichenberg (Bz. Wiesbaden)              | Reichenberg (Bz. Wiesbaden)              |
| Bahnhof (Strecke außer Betrieb)                                                              | 9,7  | Bogel                                    | Bogel                                    |
| Haltepunkt / Haltestelle (Strecke außer Betrieb)                                             | 12,0 | Niederwallmenach                         | Niederwallmenach                         |
| Strecke von links (außer Betrieb) · Abzweig geradeaus und von rechts (Strecke außer Betrieb) |      |                                          |                                          |
| Strecke (außer Betrieb) · Bahnhof (Strecke außer Betrieb)                                    | 16,1 | Nastätten                                | 248 m                                    |
| Verschwenkung von rechts (Strecke außer Betrieb) · Strecke nach links und von halbrechts     |      | ehem. Strecke nach Oberlahnstein (s. u.) | ehem. Strecke nach Oberlahnstein (s. u.) |
| Haltepunkt / Haltestelle (Strecke außer Betrieb)                                             | 21,8 | Martenroth                               | Martenroth                               |
| Bahnhof (Strecke außer Betrieb)                                                              | 22,8 | Holzhausen                               | Holzhausen                               |
| Haltepunkt / Haltestelle (Strecke außer Betrieb)                                             | 24,9 | Römerkastell                             | Römerkastell                             |
| Bahnhof (Strecke außer Betrieb)                                                              | 27,8 | Berndroth-Rettert                        | 420 m                                    |
| Bahnhof (Strecke außer Betrieb)                                                              | 31,8 | Mittelfischbach                          | Mittelfischbach                          |
| Bahnhof (Strecke außer Betrieb)                                                              | 34,4 | Katzenelnbogen                           | Katzenelnbogen                           |
| Bahnhof (Strecke außer Betrieb)                                                              | 36,2 | Allendorf                                | Allendorf                                |
| Dienststation / Betriebs- oder Güterbahnhof (Strecke außer Betrieb)                          |      | Taberg                                   | Taberg                                   |
| Bahnhof (Strecke außer Betrieb)                                                              | 37,2 | Maiblumenlai                             | Maiblumenlai                             |
| Dienststation / Betriebs- oder Güterbahnhof (Strecke außer Betrieb)                          | 38,3 | Dachskaute                               | Dachskaute                               |
| Bahnhof (Strecke außer Betrieb)                                                              | 39,8 | Hohlenfels                               | Hohlenfels                               |
| Bahnhof (Strecke außer Betrieb)                                                              | 41,5 | Mudershausen                             | Mudershausen                             |
| Dienststation / Betriebs- oder Güterbahnhof (Strecke außer Betrieb)                          |      | Mudershausen Landgrabental               | Mudershausen Landgrabental               |
| Strecke · Strecke von links                                                                  |      | Aartalbahn von Wiesbaden Hbf             | Aartalbahn von Wiesbaden Hbf             |
| Kopfbahnhof Streckenende · Bahnhof                                                           | 43,9 | Zollhaus Kleinbahnhof                    | Zollhaus Kleinbahnhof                    |
|                                                                                              |      | Aartalbahn nach Diez                     |                                          |

| Strecke                                                                          |      | Rechte Rheinstrecke von Niederlahnstein                   | Rechte Rheinstrecke von Niederlahnstein                   |
| Kopfbahnhof Streckenanfang (Strecke außer Betrieb) · Bahnhof                     | 0,0  | Oberlahnstein Kleinbf/Staatsbf                            | Oberlahnstein Kleinbf/Staatsbf                            |
| Haltepunkt / Haltestelle (Strecke außer Betrieb) · Strecke                       | 0,5  | Viktoriabrunnen                                           | Viktoriabrunnen                                           |
| Haltepunkt / Haltestelle (Strecke außer Betrieb) · Strecke                       | 1,7  | Rhenser Fähre                                             | Rhenser Fähre                                             |
| Bahnhof (Strecke außer Betrieb) · Bahnhof                                        | 3,5  | Braubach Kleinbf/Staatsbf                                 | Braubach Kleinbf/Staatsbf                                 |
| Kreuzung geradeaus unten (Strecke geradeaus außer Betrieb) · Strecke nach rechts |      | Rechte Rheinstrecke nach St. Goarshausen                  | Rechte Rheinstrecke nach St. Goarshausen                  |
| Verschwenkung nach links (Strecke außer Betrieb)                                 |      |                                                           |                                                           |
| Bahnhof (Strecke außer Betrieb)                                                  |      | Braubach Neutor                                           | Braubach Neutor                                           |
| Bahnhof (Strecke außer Betrieb)                                                  | 5,0  | Silberhütte                                               | Silberhütte                                               |
| Bahnhof (Strecke außer Betrieb)                                                  | 8,4  | Zollgrund                                                 | Zollgrund                                                 |
| Bahnhof (Strecke außer Betrieb)                                                  | 13,5 | Becheln                                                   | Becheln                                                   |
| Haltepunkt / Haltestelle (Strecke außer Betrieb)                                 | 15,3 | Braubach                                                  | Braubach                                                  |
| Bahnhof (Strecke außer Betrieb)                                                  | 17,8 | Dachsenhausen                                             | Dachsenhausen                                             |
| Haltepunkt / Haltestelle (Strecke außer Betrieb)                                 | 18,3 | Oberbachheim                                              | Oberbachheim                                              |
| Haltepunkt / Haltestelle (Strecke außer Betrieb)                                 | 19,9 | Winterwerb                                                | Winterwerb                                                |
| Haltepunkt / Haltestelle (Strecke außer Betrieb)                                 | 20,8 | Eschbacher Weg                                            | Eschbacher Weg                                            |
| Bahnhof (Strecke außer Betrieb)                                                  | 22,0 | Gemmerich                                                 | Gemmerich                                                 |
| Bahnhof (Strecke außer Betrieb)                                                  | 24,7 | Ehr                                                       | Ehr                                                       |
| Bahnhof (Strecke außer Betrieb)                                                  | 27,1 | Marienfels                                                | Marienfels                                                |
| Haltepunkt / Haltestelle (Strecke außer Betrieb)                                 | 2,8  | Knabs Mühle                                               | Knabs Mühle                                               |
| Bahnhof (Strecke außer Betrieb)                                                  | 29,5 | Miehlen                                                   | 222 m                                                     |
| Haltepunkt / Haltestelle (Strecke außer Betrieb)                                 | 31,2 | Schneidemühle                                             | Schneidemühle                                             |
| Bahnhof (Strecke außer Betrieb)                                                  | 33,1 | Nastätten                                                 | 248 m                                                     |
|                                                                                  |      |                                                           |                                                           |
| Abzweig nach links und nach rechts (Strecke außer Betrieb)                       |      | ehem. Strecken nach St. Goarshausen bzw. Zollhaus (s. o.) | ehem. Strecken nach St. Goarshausen bzw. Zollhaus (s. o.) |
|                                                                                  |      |                                                           |                                                           |
| Quellen:                                                                         |      |                                                           |                                                           |

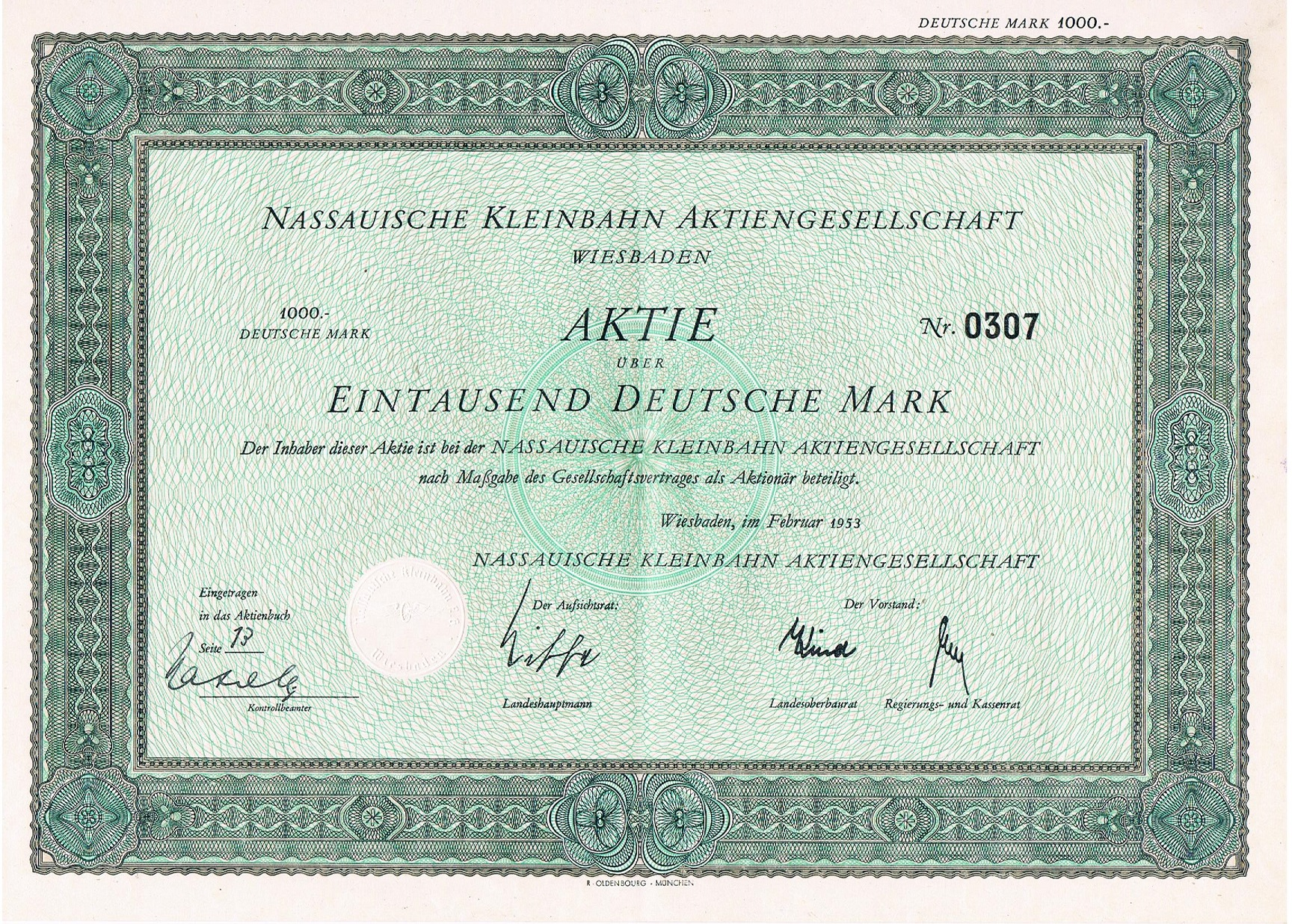
Nassauischen Kleinbahn
Aktie von 1953

Die Nassauische Kleinbahn war eine Schmalspurbahn im Taunus zwischen Lahn, Aar und Rhein im heutigen Bundesland Rheinland-Pfalz.
1975 wurde die Nassauische Kleinbahn-Gesellschaft mbH gegründet, 1978 die Nassauische Verkehrs-GmbH.

## Geschichte

### Entstehung
Die Nassauische Kleinbahn AG wurde am 9. Juli 1898 gegründet unter finanzieller Beteiligung des Königreichs Preußen, des Bezirksverbandes Wiesbaden, der Landkreise Sankt Goarshausen und Unterlahn sowie der Allgemeinen Deutschen Kleinbahn-Gesellschaft (ADKA). Diese übernahm die Betriebsführung bis 1926. Dann ging sie auf deren Tochter, die Allgemeine Deutsche Eisenbahn-Betriebs-GmbH (ADEG) über.

### Strecken
Die Bahn sollte das verkehrsferne Hintertaunusland mit den Verkehrsadern im Rhein- und im Aartal verbinden. Die Bahnverwaltung hatte ihren Sitz in der (ehemals nassauischen) Kleinstadt Nastätten im Taunus. Von hier nahmen drei Kleinbahnen mit Meterspur ihren Ausgang:

#### Nastätten–St. Goarshausen

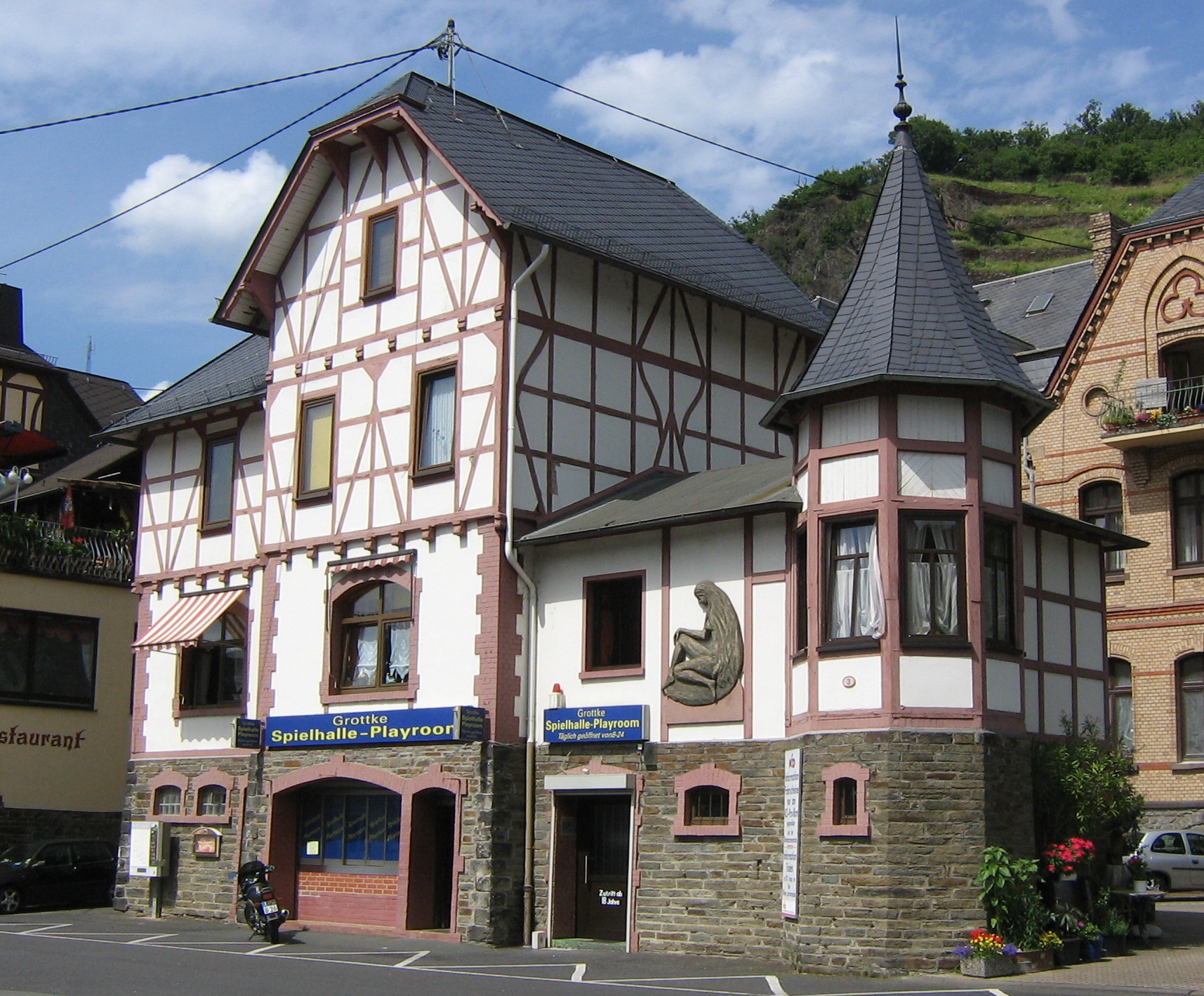
Ehemaliges Bahnhofsgebäude der Nassauischen Kleinbahn in Sankt Goarshausen

Die erste, 16 Kilometer lange Strecke führte in westlicher Richtung zur Kreisstadt St. Goarshausen am Rhein. Ab dem 18. September 1900 fuhren die Züge dort bis Lohmühle, ab 1. Mai 1901 bis Hasenbach und erst ab 5. Juli 1903 zum Rheinbahnhof. Ab dem 16. Oktober 1903 wurde für den Güterverkehr noch ein Gleis zum Hafen geführt, dort konnten die Güter durch den Häuser Kran auf die Rheinschifffahrt umgeladen werden.

#### Nastätten–Zollhaus
Im nächsten Jahr folgte am 1. Mai 1901 in östlicher Richtung die Strecke nach Holzhausen an der Haide und am 1. November 1901 wurde an der Station Zollhaus (km 28) die Staatsbahn Diez – Bad Schwalbach im Aartal erreicht.

#### Nastätten–Oberlahnstein
Ebenfalls am 1. Mai 1901 begann der Betrieb in nordwestlicher Richtung nach Miehlen. Am 10. Juli 1902 wurde die Silberhütte in Braubach erreicht, am 5. März 1903 die Stadt Braubach sowie am 16. Oktober 1903 der Kleinbahnhof und der Rheinhafen des Städtchens unter der Marksburg. Zwei Tage später eröffnete man noch die von Braubach parallel zur Staatsbahn nach Oberlahnstein führende Strecke.
Damit hatte das Netz mit einer Länge von 77 Kilometer seine größte Ausdehnung erreicht.

## Niedergang und Stilllegung

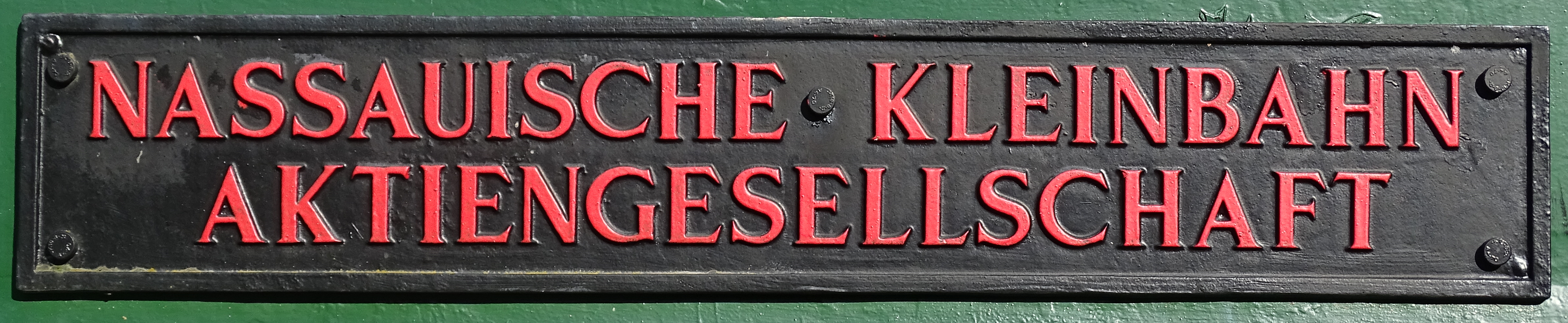
Schriftzug der Nassauischen Kleinbahn Aktiengesellschaft an der Denkmallok in Nastätten

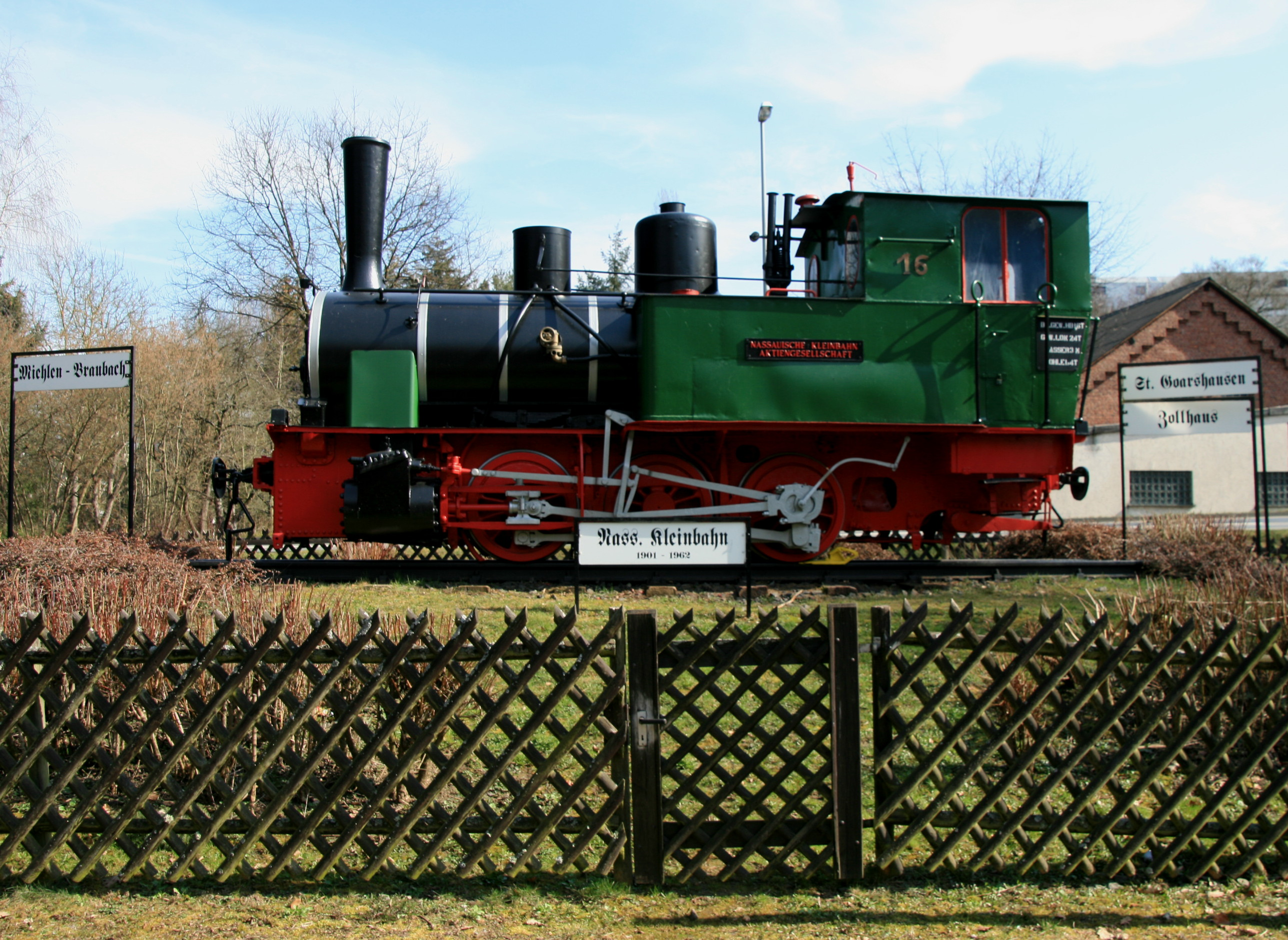
Denkmallok an ihrem ehemaligen Standort in Nastätten mit der Betriebsnummer 16. Unter der Betriebsnummer 2 war die von Henschel hergestellte Lok zunächst bei der Kleinbahn Selters–Hachenburg in Betrieb.

Neben dem fast immer schwachen Personenverkehr mit drei bis vier Zugpaaren täglich spielte der Transport von Eisenerz, Kalkstein und Holz eine Rolle. Der finanzielle Erfolg währte jedoch nur wenige Jahre. Das lag neben der allgemeinen wirtschaftlichen Entwicklung an der kurvenreichen Trassierung im hügeligen Hintertaunus, denn das Hauptgeschäft der Nassauischen Kleinbahn war die Abfuhr von Kalksteinen und Erz; zeitweise wurden jährlich über 300.000 Tonnen befördert. Mitte der 1920er Jahre wurden die Erzgruben nach und nach geschlossen; im Jahr 1960 endeten die Erztransporte dann gänzlich. Die verbliebenen Güterverkehre wurden von der Nassauischen Kleinbahn per LKW abgewickelt.
Schon am 1. März 1917 endete der Personenverkehr (1919/1920 auch der Güterverkehr) von Braubach nach Oberlahnstein und am 15. Mai 1929 – nach einer Unterbrechung von 1920 bis 1926 – auch von Braubach nach Nastätten. Die Kraftpost übernahm 1929 die Personenbeförderung. Infolge der Weltwirtschaftskrise wurde 1932/1933 auch der Güterverkehr zwischen der Silberhütte und Miehlen eingestellt und die Strecke abgebaut.

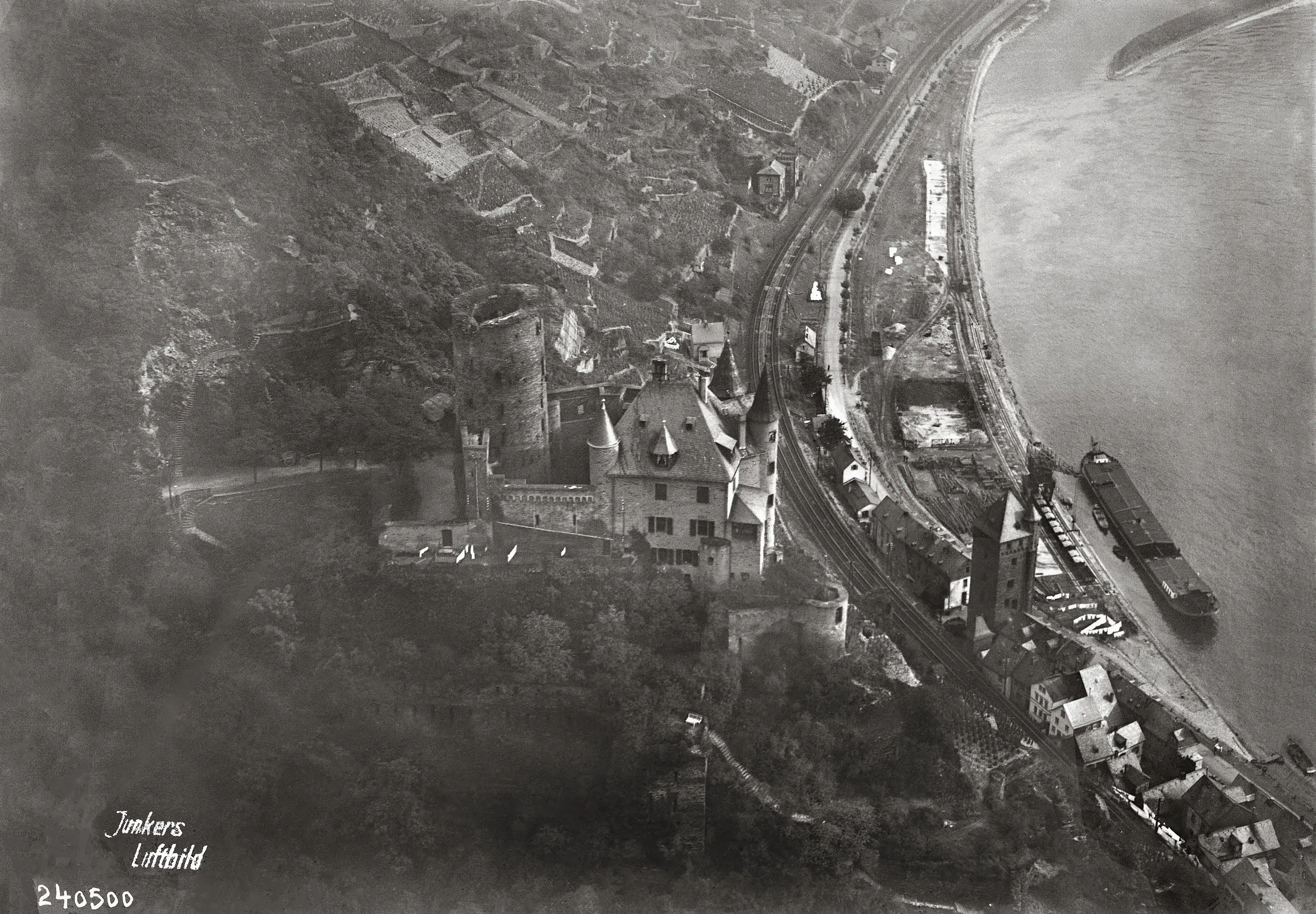
Hafengleise in St. Goarshausen 1928

Dann wurde das Ende unaufhaltsam. Seit 1938 versuchte man, durch eigene Omnibuslinien Anteil am sich auf die Straße verlagernden Verkehrsaufkommen zu erlangen. Diese Bemühungen wurden nach 1948 fortgesetzt, unter anderem durch Busverbindungen nach Diez an der Lahn und Wiesbaden. In der Zeit des Zweiten Weltkriegs und danach nahm die Nachfrage am schienengebundenen Verkehr – vor allem im Personenverkehr – vorübergehend noch einmal zu. Zwischen Miehlen und Nastätten fuhren noch bis 1955 Güterzüge, in den Jahren nach 1945 sogar auch wieder Personenzüge.
Auch die beiden anderen Strecken überlebten nicht mehr lange. Von Nastätten nach St. Goarshausen endete der Personenverkehr 1952 und der Güterverkehr 1956/1957.

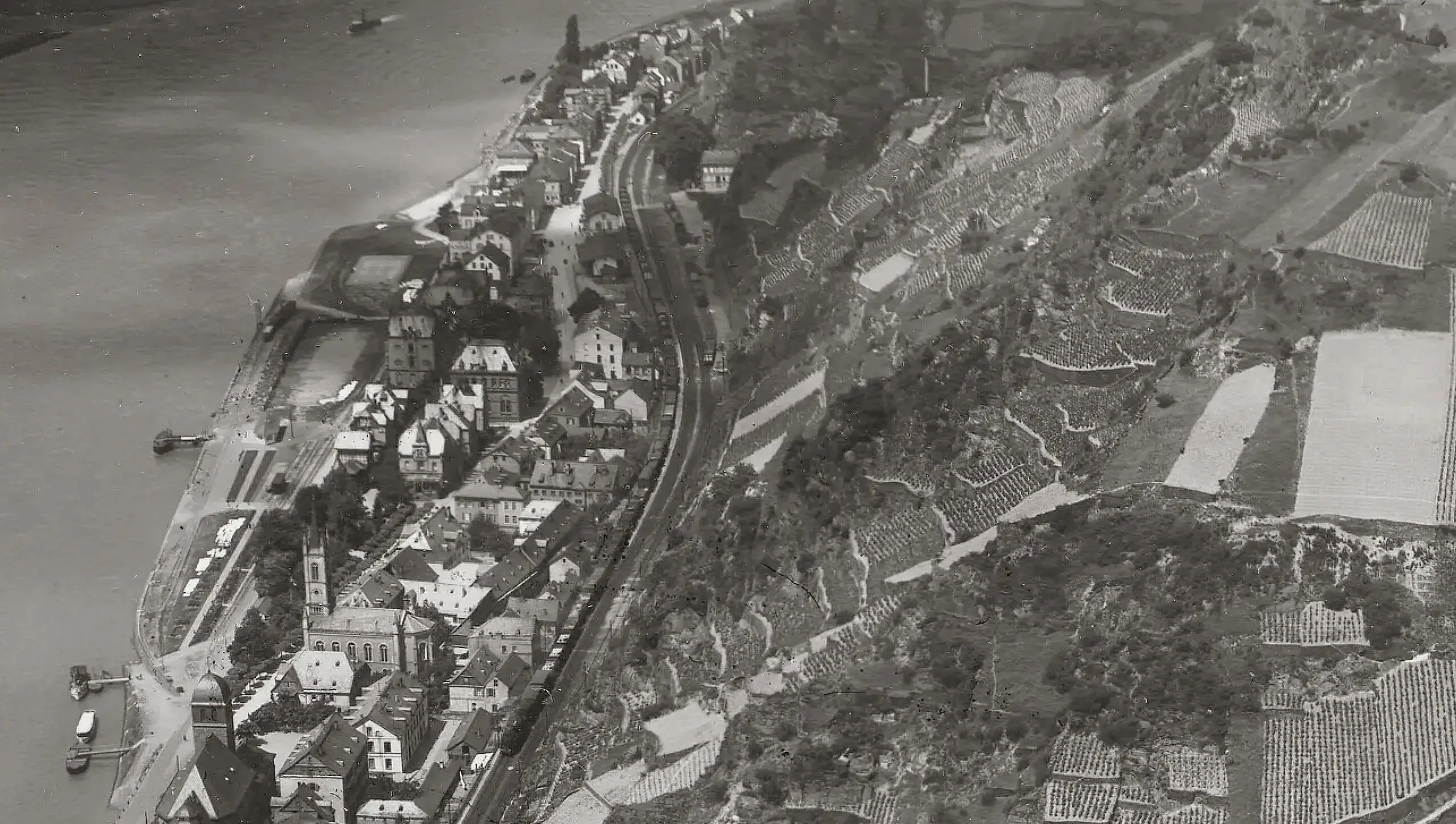
Kleinbahn und Staatsbahn 1928

Nach Zollhaus fuhr ab 1953 kein Personenzug mehr und der Güterverkehr beschränkte sich ab 1957 auf die Abfuhr vom Kalksteinbruch Hibernia bei Hohlenfels zum Bundesbahnhof Zollhaus, der ab dem 1. Juni 1962 ebenfalls der Vergangenheit angehörte. Damals besaßen die Dyckerhoff-Zementwerke in Wiesbaden 85 % der Aktien der Bahn. Die Betriebsführung lag seit 1959 in den Händen der Deutschen Eisenbahn-Gesellschaft mbH. Im Jahre 1975 wurde die Nassauische Kleinbahn in eine GmbH umgewandelt.
Letzter Eigentümer war die Deutsche Eisenbahn-Gesellschaft mbH aus Frankfurt(Main). Am längsten hielt sich der Bahnbetrieb auf der Strecke vom Hafen zur Silberhütte in Braubach, wo das Gleis mit seiner Spurweite von 750 Millimetern mitten auf der Hauptstraße lag. Bis 1958/1959 war durch ein Dreischienengleis auch die Meterspur vertreten. Hier kam erst am 30. September 1977 das Ende des Bahnbetriebs, der zugleich das Ende der Nassauische Kleinbahn-Gesellschaft mbH bedeutete. 1997 wurden beim Ausbau der Oberalleestraße die letzten 200 Meter Rillenschienen entfernt und im Frankfurter Feldbahnmuseum sowie im Emser Bergbaumuseum einer neuen Verwendung zugeführt. Zur Weiterführung des Busbetriebs wurde am 1. Januar 1978 eine neue Gesellschaft gegründet, die sich Nassauische Verkehrs-GmbH nennt. An ihr war auch die AG für Verkehrswesen beteiligt, von der die Anteile im Sommer 2000 an die Connex-Gruppe, ab 2006 Veolia Verkehr GmbH, seit 17. März 2015 Transdev GmbH, übergegangen sind.

## Fahrzeuge
Zur Eröffnung erhielt die Bahn acht dreifach gekuppelte Nassdampf-Tenderlokomotiven aus dem Hause Henschel. Weitgehend baugleiche Maschinen wurden an die Kleinbahn Selters-Hachenburg und an die Gernrode-Harzgeroder Eisenbahn-Gesellschaft geliefert. Von letzterer kam eine als DR 99 5811 noch in den Besitz der Deutschen Reichsbahn. Die letzten dieser Maschinen bei der Nassauischen Kleinbahn waren bis Ende der 1950er Jahre im Einsatz.
Eine der Maschinen der Kleinbahn Selters–Hachenburg kam 1957 noch als Nummer 16 in zweiter Besetzung in den Besitz der Nassauischen Kleinbahn, wurde aber 1963 schon wieder an eine Recyclingfirma Schuy in Limburg verkauft und überlebte ab 1981 als Denkmal in Nastätten. Im Juli 2017 wurde die Lokomotive an die niederländische Kleinbaan Service verkauft und soll nach Aufarbeitung auf einer Museumsbahn eingesetzt werden.
Für den verbleibenden Verkehr erhielt man 1952 als Nummer 15 in zweiter Besetzung noch eine fünfachsige Jung-Dampflok (NKAG 15II; Jung 11502) und bereits 1951 eine zweiachsige Jung-Diesellok (Jung 11503) in Meterspur. Nach wenigen Jahren ging die Diesellok an die Plettenberger Kleinbahn als Nr. 11 und in den 1970er Jahren über die Baufirma STRABAG nach Togo zum Hafenbau in Lomé, wo sie noch eine Zeitlang bei der CFT abgestellt vorhanden war.
Für den Werkbahnbetrieb von der Silberhütte zum Hafen unter Regie der NK erwarb man 1957 zwei gebrauchte HF 130 C in 750 Millimeter Spurweite als V 17 (Gmeinder 2822) und V 18 (Gmeinder 3143), die bis zur Einstellung der Bahn die letzten Einsatzloks waren und 1978 beide nach Österreich gingen. Heute fährt erstere bei einer Privatfeldbahn in Emmerich, die andere befindet sich auf der Taurachbahn.

## Modelle
Die Firma BEMO Modelleisenbahnen produzierte ab 2017 das Modell der ehemaligen Heeresfeldbahnlok V18 der Nassauischen Kleinbahn.

## Umwandlung in Rad- und Wanderwege

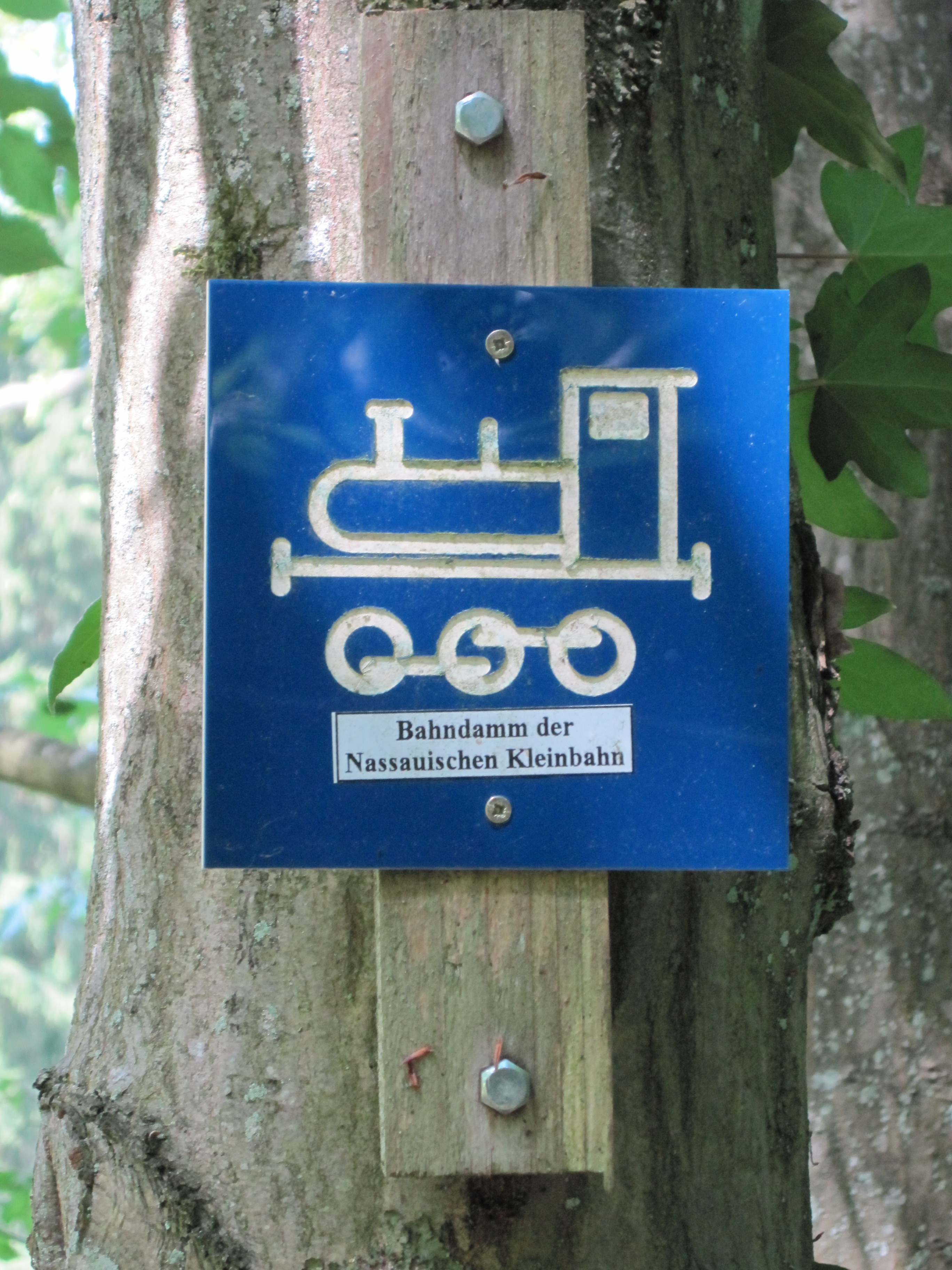
Nassauische Kleinbahn: Wandermarkierung

Seit einigen Jahren werden Streckenteile der ehemaligen Bahntrasse teils durch Privatinitiativen in Rad- und Wanderwege umgewandelt. Manche Strecken sind markiert, bei anderen ist der Streckenverlauf auf topographischen Karten gut zu erkennen.

### Nastätten–Bogel
Rund 6 Kilometer langer Wanderweg beginnend am Lok-Denkmal in Nastätten (nicht markiert).

### Bogel–St. Goarshausen
Rund 9 Kilometer langer, sehr gut ausgebauter Rad- und Wanderweg, markiert als Teil des Loreley-Aar-Radweges. In St. Goarshausen ist der Bahnhof der Kleinbahn noch erhalten, man findet ihn in der Nähe der Fähre. Vom Bahnhof verlief die Strecke zuerst parallel zum Rhein und führte dort, wo heute die Bundesstraße unter dem Bahndamm hindurch tunnelt, auf der Straße hinauf Richtung Nastätten. Der Radweg beginnt oberhalb der Ortschaft und führt zuerst über eine kleine Brücke über den inzwischen geteerten Bahndamm bis nach Bogel.

### Miehlen–Dachsenhausen
Rund 12 Kilometer lang ist der Bahndamm bis auf kürzere Unterbrechungen fast durchgehend begehbar (nicht markiert).

### Dachsenhausen–Braubach
Rund 13 Kilometer langer Rad- und Wanderweg gekennzeichnet durch eine silberne Lokomotive oder eine weiße Lokomotive auf blauem Grund. Zusätzlich informieren hier Hinweistafeln über die Nassauische Kleinbahn. Von Braubach aus liegt der Einstieg auf den Bahndamm einige hundert Meter hinter der Abzweigung nach Hinterwald oberhalb der Bleihütte und ist mit einem Schild "Nassauische Kleinbahn" markiert. Vom Verlauf der Bahn durch Braubach ist nichts mehr zu sehen außer dem Durchbruch durch den Torturm (heute verglast). Radfahrer müssen die Straße benutzen.